# Ocyptamus lemur
Ocyptamus lemur är en tvåvingeart som först beskrevs av Osten Sacken 1877.  Ocyptamus lemur ingår i släktet Ocyptamus och familjen blomflugor. Inga underarter finns listade i Catalogue of Life.